# Großenbrode
Großenbrode – gmina uzdrowiskowa w Niemczech w kraju związkowym Szlezwik-Holsztyn, w powiecie Ostholstein, wchodzi w skład urzędu Oldenburg-Land.